# Prestonia amazonica
Prestonia amazonica är en oleanderväxtart som först beskrevs av George Bentham, Müll.Arg., och fick sitt nu gällande namn av James Francis Macbride. Prestonia amazonica ingår i släktet Prestonia och familjen oleanderväxter. Inga underarter finns listade i Catalogue of Life.